# Project Firestart
Project Firestart è un videogioco di avventura dinamica per Commodore 64. È stato disegnato da Jeff Tunnell e Damon Slye e pubblicato dalla Electronic Arts nel 1989. Il gioco ha molti elementi tipici dei survival horror e una storia con molteplici percorsi e finali.
Il sito IGN ha nominato il videogioco come "uno dei primi survival horror della storia dei videogiochi, citando il bilanciamento fra azione e avventura, le munizioni limitate, le armi deboli, il personaggio principale vulnerabile, la sensazione di isolamento, il racconto della trama attraverso articoli di giornali, la violenza e l'utilizzo di musiche di sottofondo coinvolgenti, tutti elementi caratteristici che contraddistingueranno i futuri survival horror". La rivista Game Republic lo definì "uno dei primi, concreti passi verso la codifica del genere survival horror".

## Trama
La storia di Project Firestart inizia il 13 febbraio 2061, a bordo dell'astronave da ricerca Prometheus. Finanziato dalla Fondazione Science System (SSF), un'agenzia del "Servizio Stati Uniti" (USS), ha l'obiettivo di portare a conclusione un progetto che ha lo scopo di produrre degli esseri umani dalle capacità fisiche straordinarie, in grado di estrarre titanio e iridio da miniere che si trovano su alcuni asteroidi. Tuttavia la prima generazione di questi operai geneticamente modificati si è rivelata estremamente pericolosa, e quando dall'astronave Prometheus non si hanno più segnali vengono mandati alcuni agenti della SSF per controllare cosa è accaduto. L'agente protagonista, Jon, troverà l'astronave disseminata di cadaveri e infestata da mostri. Dovrà riuscire a mettere in salvo una donna dell'equipaggio sopravvissuta e ad abbandonare l'astronave prima della sua distruzione.

## Modalità di gioco
Il videogioco è un videogioco d'azione con una grafica in pseudo-3D isometrica. L'astronave è composta da numerose stanze, alcune a schermo fisso, altre sono lunghi corridoi a scorrimento orizzontale. Il personaggio controllato dal giocatore può muoversi a destra e a sinistra nei corridoi e anche trasversalmente in alcune stanze, con la possibilità di sparare ai nemici con un'arma laser. Sullo schermo è costantemente visualizzato il livello di energia del personaggio e il numero di munizioni a disposizione.
Alcuni terminali che si possono incontrare nel corso del gioco contengono diari e giornali del personale a bordo della Prometheus, attraverso il quale il giocatore verrà a conoscenza di cosa è accaduto a bordo dell'astronave. Inoltre è possibile trovare alcuni oggetti in grado di ricaricare l'energia del personaggio o fornire nuove munizioni o altri oggetti utili per la risoluzione del gioco.
Occasionalmente, in seguito a un'azione del giocatore o in punti predeterminati, il gioco va in pausa per mostrare al giocatore una schermata in cui viene mostrato il protagonista, un altro personaggio o uno dei mostri, dando al giocatore la possibilità di vedere meglio il loro aspetto.